# تجيبها كده تجيلها كده هي كده (فلم)
تجيبها كده تجيلها كده..هي كده، فيلم مصري كوميدي من إنتاج شركة بيراميدز للسينما والإنتاج الفني عام 1983، ومن بطولة كل من مديحة كامل وسمير غانم وفاروق الفيشاوي وليلى علوي، وقد تمت صياغة فكرة الفيلم وكتابة مشاهده الأساسية في ليلة واحدة، في سهرة جمعت أبطال العمل، وتم اختيار اسم الفيلم من جملة يقولها الفنان سمير غانم داخل الفيلم.

## قصة الفيلم
يتناول الفيلم قصة حب فاشلة بين موظف وزميلته في العمل، حيث أن عزت وحسن (فاروق الفيشاوي وسمير غانم) أصدقاء وزملاء في العمل، ويعجب حسن بسعاد (مديحة كامل) ولكنه لا يستطيع أن يصرح لها عن مشاعره بسبب شدة خجله، فيطلب من صديقه عزت أن يخبرها بدلًا منه، ولكن لاتسير الأمور كما هو متوقع وذلك لكون عزت قد فاز بحبها قبل أن يخبره حسن بذلك، وذلك بالإضافة إلى الخطابات التي يستلمها عزت من شخص مجهول يهدده بالقتل، وبعد سلسلة من المواقف الكوميدية يقع سمير غانم في حب جارته ماجدة (ليلى علوي).

## طاقم العمل

### الممثلون
- مديحة كامل (سعاد)
- سمير غانم (حسن)
- فاروق الفيشاوي (عزت)
- ليلى علوي (ماجدة)
- وحيد سيف (حمدي)
- المنتصر بالله(مصيلحي)
- إبراهيم سعفان(أمين أفندي)
- سهير زكي (الراقصة)
- محمد متولي (سالم)
- سهير المانسترلي (نبيلة)
- حسين الشريف (ضابط شرطة)
- شكري منصور (والد ماجدة)
- سامية محسن (والدة ماجدة)

### الإخراج
- عمر عبد العزيز (مخرج)
- أمالي بهنسي (مساعد مخرج)

### الإنتاج
- سيد علي (منتج منفذ)
- صلاح عبد الرازق (منتج)